# Río Chelbas
El río Chelbas (del ruso: Челбас) es un río del krai de Stávropol y del krai de Krasnodar. Nace en Temizhbeksi, al norte de la stanitsa Temizhbékskaya, a tan solo 4 km del curso del Kubán. Desemboca en el mar de Azov a través de los limanes y marismas que forman su delta y el del Beisug. Tiene 288 km de longitud, 3 950 km² de cuenca y 2.41 m³/s de caudal en Novoplatnírovskaya.

## Etimología
Su nombre deriva del turco chelbasu ("cubo de agua", "río poco profundo"). Los antiguos griegos lo conocían como río Feofania ("santa divina").

## Curso
En un principio, el río, que discurre unos pocos kilómetros por tierras del krai de Stávropol, se dirige hacia el oeste (atravesando Oziorni) para rápidamente virar hacia el norte hasta que llega a Chernomurovski, donde vuelve al oeste y baña las localidades de Proletarski, Imeni Maksima Gorkogo, Losevo, Kazachi, Rogachov, Vostochni, Vnukovski, donde vira al noroeste, Privolni, Krásnaya Zvezda, Poltavski, Pribrezhni, Nejvoroshchanski, Leninski, Chkalova, Fedorenko, Chelbas, Kultura, Karasiov, Arjángelskaya, Malorosisiki, Krasni Partizán, Novoarjángelskaya, Bolshevik, Alekséyevskaya, Moskalchuk, Kirpichni, Shkolni, Prigorodni, Krasnoktiábrskaya, Novorozhdéstvenskaya, Ukraínskaya, Staroleushkovskaya, Náberezhni, Novoplastúnovskaya, Novi Ural, localidad donde el curso del río se tuerce al oeste, Vysotni, Obraztsovi, Balchanski, Solnechni, Lenina, Novoplatnírovskaya, Krylovskaya, Bolshiye Chelbasy, Shevchenko, Bursaki, Kanevskaya, Starodereviankovskaya, tras la que desemboca a través de una serie de limanes (Sladki, Gorki y Kushchevati) y marismas en las que se encuentran Sladki Limán, Volni, Priyutni, Léninski, Ordzhonikidze, Privolnaya, Kopanskaya, Trud y Yasenskaya Pereprava, justo en la desembocadura del río en el estuario formado por el limán Beisugski (común con los ríos Beisug, Albashí, Miguta y Yaseni).
Sus principales afluentes son el Tijonkaya (en Vysotni) y el Borisovka (en Malorosiski), por la derecha, y el Sredni Chelbas (en Kanevskaya), por la izquierda.